# 统一社会党 (摩洛哥)
统一社会党（阿拉伯语：الحزب الإشتراكي الموحد；法语：Parti Socialiste Unifié）是摩洛哥的一个泛左翼政党。该党成立于2005年，由统一社会主义左翼党和“忠于民主”组织合并而成。该党的意识形态是社会主义、工团主义。该党的秘书长是Nabila Mounib。该党的总部位于达尔贝达。